# Hymenochirus boulengeri
Espèce
Statut de conservation UICN

 DD  : Données insuffisantes
Hymenochirus boulengeri est une espèce d'amphibiens de la famille des Pipidae.

## Répartition
Cette espèce est endémique du Nord-Est de la République démocratique du Congo,.

## Étymologie
Cette espèce est nommée en l'honneur de George Albert Boulenger.

## Publication originale
- de Witte, 1930 : Liste des batraciens du Congo Belge (Collection du Musée du Congo Belge à Tervuren). Première partie. Revue de Zoologie et de Botanique Africaines. Tervuren, vol. 19, p. 232-273.